# Концентраторна сонячна система теплопостачання агропромислових об’єктів
Концентраторна сонячна система теплопостачання агропромислових об'єктів (Concentrator solar system of heat supply of agro-industrial facilities) — теплоелектростанція, в якій зосереджена енергія сонячного випромінювання використовується як джерело тепла в термодинамічному циклі перетворення теплової енергії в механічну за допомогою парогенератора, а потім в електричну енергію, частина тепла з сонячної теплоелектростанції йде на обігрів агропромислових об'єктів.
Енергетичні параметри концентраторної сонячної теплоелектростанції визначаються через параметри і характеристики опалюваних агропромислових об'єктів.

## Обгрунтування необхідності створення
Аграрний сектор (сільське господарство, харчова і переробна промисловість) забезпечує продовольчу безпеку та продовольчу незалежність країни, формує 17 % валового внутрішнього продукту та близько 60 % фонду споживання населення. Крім того, аграрний сектор є одним з основних бюджетоутворювальних секторів національної економіки, частка якого у зведеному бюджеті України за останні роки становить 8–9 %, а також займає друге місце серед секторів економіки у товарній структурі експорту.
Сільське господарство сприяє розвитку інших галузей, які поставляють засоби виробництва та споживають продукцію сільського господарства як сировину, а також надають транспортні, торговельні та інші послуги. Особлива роль аграрного сектору в соціально–економічному житті країни зумовлюється унікальним поєднанням сприятливих природно–кліматичних умов та геостратегічним положенням, спроможністю України зайняти вагоме місце на міжнародному продовольчому ринку.
Ключові системоутворюючі галузі сільського господарства, що підлягають першочерговому реформуванню — це рослинництво (зернові, зернобобові, технічні та кормові культури), молочне скотарство та свинарство. Основними енергоємними об'єктами агропромислового комплексу, що потребують реформування їх енергозабезпечення є:
у тваринництві — тепличні господарства, зерносховища (елеватори), овочесховища, системи водопостачання та зрошення сільськогосподарських угідь, системи запобіганню підтопленню сільськогосподарських земель підземними водами;
у тваринництві — молочні ферми, свиноферми, птахоферми.
На сьогоднішній день обігрів агропромислових об'єктів здійснюється котельнями, що працюють на спалюванні органічного палива. Основними вадами, що обмежують розвиток систем теплозабезпечення, є невідновлюваність органічного палива, парникові викиди та забруднення довкілля, низька енергетична ефективність систем теплопостачання, висока вартість органічного палива, високі втрати при транспортуванні теплової енергії.
Серед можливих технологій виробництва відновлюваної теплової енергії для енергозабезпечення агропромислових об'єктів обґрунтовані переваги мають вітрові та термальні сонячні технології, зокрема, концентраторні сонячні технології постачання теплової енергії. Цей вибір виправданий тим, що системи відновлювальної енергетики можуть бути наближені до споживачів та забезпечувати менші втрати енергії при транспортуванні.
У подальших розділах розглядаються концентраторні сонячні системи енергозабезпечення тепличних господарств та зерносховищ різної потужності.

## Концентраторна сонячна система теплопостачання тепличного господарства

### Вимоги до системи енергопостачання теплиці
Необхідність та можливість цілорічного постачання населення свіжими овочами прискорює появу та розвиток тепличних господарств.
Теплиця (Green house) — будівля, у якій зростають рослини (овочеві культури, фрукти, квіти), що у своїй більшості чутливі до освітлення. Теплиця обігрівається сонячним випромінюванням, що проникає через прозору покрівлю та стіни та поглинається ґрунтом, рослинами та повітрям. Світло є головним джерелом енергії для процесу фотосинтезу, його параметри враховуються при побудові теплиць. У осінньо-весняний та зимовий періоди при пониженому освітленні Сонцем у тепличних господарствах використовуються електричні системи освітлення. Тепло утримується у приміщенні теплиці стінами та покрівлею. Перевипромінене у довгохвильовій області спектру тепло також частково утримується у теплиці, так як скління перешкоджає проходженню довгохвильового випромінювання. Дії цих факторів сприяють перевищенню температури всередині теплиці над температурою довкілля.
Необхідні параметри ґрунту та повітря в теплиці (освітленість, вологість та температура) забезпечуються використанням технологічних процесів та обладнання. Зокрема, енергосистема тепличного комплексу виконує енергопостачання, доосвітлення та керування тепличним господарством. Гідравлічна система поливу включає розчинні вузли, системи дезінфекції, крапельного зрошення, зволоження та «приливу-відливу». Вона дозволяє виробляти поживні розчини для  кожного виду рослин та підтримання клімату. Теплична галузь є енергоємною. Вартість енергоносіїв у структурі собівартості продукції, у залежності від виду культур, складає біля 55 %.
Стратегією енергозбереження при вирощуванні рослин у закритому ґрунті є зменшення споживання енергоносіїв на тонну виробленого продукту та використання нетрадиційних і відновлюваних джерел енергії (Cонця, вітру та біогазу) для виробництва теплової та електричної  енергії. Частка автономного енергозабезпечення тепличних господарств у загальному енергетичному балансі постійно зростає і на сьогодні для середніх широт вона складає ~ 25–35 %. Використання відновлюваної енергії дозволяє у 2–3 рази знизити зовнішнє енергопостачання, продовжити сезон вирощування рослин, підняти урожайність та розширити асортимент рослин.
Шиллер Л. та Плінке М. у своїй роботі досліджують можливість створення цілорічної сонячної теплиці з нульовим енергоспоживанням в будь-якому кліматі без використання викопного палива.
До автономної системи енергопостачання тепличного господарства пред'являються наступні вимоги:
- забезпечення всесезонного та цілодобового постачання тепличного господарства необхідними енергетичними ресурсами з долею відновлювальної енергії  для середніх широт на рівні 70 %, що дозволить знизити зовнішнє енергопостачання, продовжити сезон вирощування рослин, підняти врожайність, та розширити асортимент рослин;
- забезпечення тепловою енергією для підігріву води, ґрунту та повітря;
- забезпечення електричною енергією для живлення насосів, компресорів та транспортерів і, особливо, для додаткового оптимального підсвічування рослин у межах 0,1 кВт  на 1 м2 корисної площі протягом року у місцях з холодним кліматом. Спектральний діапазон оптичних випромінювань, важливий для фотосинтезу — 0,4–0,7 мкм.
- питома потужність енергосистеми вибирається із розрахунку ~ 2 МВт теплової енергії та ~ 1 МВт електричної енергії на 1 гектар закритого ґрунту;
- можливість паралельної роботи з іншим джерелами теплової енергії: водогрійними котлами, теплогенераторами та когенераційними системами;
- врахування впливу зовнішніх кліматичних показників: температури повітря, освітленості, вологості, швидкості та напряму вітру, наявності та інтенсивності дощових опадів, хмарності та положення Сонця;
- врахування  внутрішньо-тепличних параметрів: температури та вологості грунту та рослин у різних частинах теплиці, концентрації вуглекислого газу.

### Базова схема концентраторної сонячної системи теплопостачання теплиці
Раціональним вибором для автономного енергозабезпечення по багатьом критеріям може бути концентраторна сонячна система теплопостачання СSPS. Вона включає параболічний тарілкоподібний сонячний концентратор SС, тепловий HR (ТR) та фотоелектричний PVС приймачі сонячної енергії, електромеханічну систему слідкування за Сонцем TК та акумулятор тепла TS. Дзеркальний фацетний концентратор, який може бути виконаний по схемі Кассегрена, складається із двох дзеркальних тарілкоподібних відбивачів М1, М2. Концентратор встановлюється на електромеханічній системі слідкування за Сонцем TК. Дзеркальна система збирає сонячне випромінювання SR з великої площі та фокусує його на приймачі, таким чином, нагріваючи теплоносій у первинному контурі, а потім і великі об'єми води в акумуляторі тепла TS. Акумулятор тепла TS є термоізольованим резервуаром із робочою рідиною–теплоносієм, що характеризується високою питомою теплоємністю. Доставка теплової енергії від сонячного концентратора до акумулятора та від акумулятора до споживачів здійснюється за допомогою контурів SC→TS та TS→UR.
Використання фотоелектричного приймача PVС дозволяє у повній мірі використовувати можливості концентраторної системи в літній сезон, коли виробництво тепла для теплиці не є критичним. При значній інсоляції в концентраторній системі використовується фотоелектричний канал, і вона працює в режимі виробництва електричної енергії для потреб тепличного господарства або поставляє її надлишок у загальну електромережу.
Підвищеними енергетичними параметрами володіють секційні конструкції концентраторних сонячних систем теплопостачання з підземним та/або наземним акумуляторами тепла.
З метою забезпечення надійності концентраторна система сонячного теплопостачання та гарячого водопостачання може бути комбінована з іншими енергетичними технологіями: традиційними, що працюють на спалюванні органічного палива, та нетрадиційними, що використовують альтернативні джерела відновлюваної енергії..
В таблиці проведена оцінка параметрів сонячної та традиційної систем теплопостачання на органічному паливі, розрахованих для наступних вихідних даних: площа теплиці — 10000–100000 м2; питома потужність втрат тепла у теплиці — 200 Вт/м2; середньодобовий час випромінювання Сонця — 6 годин; тривалість опалювального сезону — 6 місяців; середньостатистичне значення сонячної сталої для даної місцевості — 1000 Вт/м2; коефіцієнт корисної дії термальної сонячної системи — 0,9; питома теплоємність теплоносія (води) cHC = 4,2 кДж/(кг·К); робочий температурний режим функціонування акумулятора тепла ΔT = 20 0C — 90 0C — 20 0C; коефіцієнт корисної дії котельні на природному газу kOFF-TH = 0,9; питома теплотворна здатність природного газу сOFF = 32,7 МДж/м3.

Порівняльна оцінка параметрів сонячної та традиційної систем
теплопостачання теплиці
| Теплоенергетика теплиці                |       |      |      |      |      |      |      |      |      |       |
| Площа теплиці, тис. м2                 | 10    | 20   | 30   | 40   | 50   | 60   | 70   | 80   | 90   | 100   |
| Втрати тепла за 24 години, ГДж         | 173   | 346  | 518  | 691  | 864  | 1037 | 1210 | 1382 | 1555 | 1728  |
| Втрати тепла за 6 міс. ×103, ГДж       | 31    | 62   | 93   | 124  | 155  | 186  | 217  | 248  | 279  | 310   |
| Інтенсивність втрат, МВт               | 2     | 4    | 6    | 8    | 10   | 12   | 14   | 16   | 18   | 20    |
| Сонячна теплоелектростанція            |       |      |      |      |      |      |      |      |      |       |
| Потужність сонячної системи, МВт       | 8     | 16   | 24   | 32   | 40   | 48   | 56   | 64   | 72   | 80    |
| Сонячна енергія за 6 годин, ГДж        | 173   | 346  | 518  | 691  | 864  | 1037 | 1210 | 1382 | 1555 | 1728  |
| Сонячна енергія за 6 міс. ×103, ГДж    | 31    | 62   | 93   | 124  | 155  | 186  | 217  | 248  | 279  | 310   |
| Площа концентратора×103, м2            | 8,9   | 17,8 | 26,7 | 35,6 | 44,5 | 53,3 | 62,2 | 71,1 | 80   | 89    |
| Теплоємність акумулятора, ГДж          | 173   | 346  | 518  | 691  | 864  | 1037 | 1210 | 1382 | 1555 | 1728  |
| Об'єм водяного акумулятора, м3         | 590   | 1180 | 1770 | 2360 | 2950 | 3540 | 4130 | 4720 | 5310 | 5900  |
| Котельня на природному газу            |       |      |      |      |      |      |      |      |      |       |
| Потужність котельні, МВт               | 2     | 4    | 6    | 8    | 10   | 12   | 14   | 16   | 18   | 20    |
| Витрати п/газу за 6 міс.×103, м3       | 1055  | 2110 | 3165 | 4220 | 5275 | 6330 | 7385 | 8440 | 9495 | 10550 |
| Т/творність п/газу за 24 години, ГДж   | 173   | 346  | 518  | 691  | 864  | 1037 | 1210 | 1382 | 1555 | 1728  |
| Т/творність п/газу за 6 міс. ×103, ГДж | 31    | 62   | 93   | 124  | 155  | 186  | 217  | 248  | 279  | 310   |
| Вартість п/газу за 6 міс.×103, US$     | 527,5 | 1055 | 1583 | 2110 | 2638 | 3165 | 3693 | 4220 | 4748 | 5275  |

Для теплиць площею 10000–100000 м2 необхідна площа оптичного концентратора сонячної системи теплопостачання при середньодобовій тривалості сонячного освітлення 6 годин змінюється відповідно до графіку. Теплоємність акумулятора тепла визначається питомою теплоємністю води або питомою ентальпією фазового переходу теплоносія та середньодобовими втратами тепла опалюваними теплицями. Використання сонячних систем теплопостачання дозволяє значною мірою відмовитись від використання органічного палива та знизити викиди парникових газів. Ці дані дозволяють у першому наближенні оцінити економічну ефективність використання сонячних технологій теплопостачання порівняно з традиційними системами на органічному паливі.
При вказаних вихідних параметрах загальна площа дзеркального концентратора, яка забезпечує надійне теплопостачання теплиці площею 1 га, складає 8900 м2. Теплоносій-вода об'ємом в 1 м3 та питомою теплоємністю 4,2 кДж/(кг К) при нагріванні з 20 0С до 70 0С дозволяє накопичити 210 МДж тепла. Акумулювання 1723 ГДж теплової енергії протягом доби забезпечується використанням теплоносія-води об'ємом 590 м3. Розширення діапазону нагріву до температур 90 0С дозволяє відповідно знизити об'єм теплоносія.
Традиційна котельня аналогічної потужності спалює за сезон 1,055 млн м3 природного газу. При обґрунтуванні можливості використання концентраторних сонячних технологій для теплопостачання теплиць можна скористатись вартістю природного газу, що економиться при використанні концентраторної сонячної системи теплопостачання. У грошовому еквіваленті економія органічних ресурсів протягом 10 років приблизно складає US$5,28 млн при ціні природного газу pPR = 500 US$/1000 м3. До уваги також треба взяти те, що тривалість опалювального сезону обмежується у наших широтах половиною року, відповідно, в іншу половину року система може працювати, наприклад, у режимі виробництва електроенергії.  Відповідно, максимальна ціна сонячної системи не має перевищувати US$10,56 млн.

### Сонячні люмінесцентні концентратори для тепличних господарств
Автори Н. Талебзаде та П. Г. О'Браєн використовують люмінесцентні сонячні концентратори для комбінованого виробництва електроенергії та росту мікроводоростей. Для цього сонячне світло поділяють на  випромінювання, активне до фотосинтезу, і таке, яке не активне до фотосинтезу, щоб одночасно забезпечити культивування водоростей і виробництво електроенергії. Люмінесцентний концентратор (LSC) зазвичай складається з прозорої панелі, яка містить молекули люмінофора. Ці люмінофори (наприклад, квантові точки або органічні барвники) поглинають падаюче сонячне випромінювання та використовують цю енергію для ізотропного випромінювання з більшою довжиною хвилі. Якщо фотони випромінюються в межах критичного кута, вони будуть спрямовані шляхом повного внутрішнього відбиття до фотоелектричних елементів, розташованих на краях прозорої панелі. Сонячні випромінювання за межами спектральної області, що поглинається наночастинками, проходить через панель. Цю технологію можна використовувати в тепличних панелях, напівпрозорих вікнах, які виробляють електроенергію або тепло, і мансардних вікнах, оскільки прозорість, форма, розмір і колір панелі легко контролюються.
Основною причиною низької ефективності LSC є низька поглинальна спроможність люмінофорних частинок, велика кількість падаючого сонячного світла проходить через панель без поглинання. Однак напівпрозорі люмінесцентні концентраторні вікна можуть бути використані у теплицях та фасадах будівель.

## Сонячна система енергопостачання зерносховища

### Процеси та технології зернозбереження
Провідні культури в землеробстві України — зернові (56 %): озима і яра пшениця, жито, озимий і ярий ячмінь, кукурудза, овес, гречка, просо та рис. Забезпечення внутрішніх потреб держави у продовольчому, насіннєвому та фуражному зерні, нарощування його експортного потенціалу можливо лише у разі виконання комплексу заходів по зберіганню зерна, які включають приймання, доробку, зберігання та відвантаження зерна. Ключовим елементом інфраструктури зберігання зерна є зерновий склад — юридична особа, яка має на праві власності зерносховище. Основні вимоги до технологій зберігання зерна встановлює технічний регламент зернового складу. Зерновий склад забезпечує: кількісне та якісне зберігання зернових культур з використанням прогресивних технологій, ефективного обладнання при максимальному зниженні витрат на зберігання зерна; доробку зернових культур до норм якості, що відповідають умовам договору зберігання зерна та охорону природного довкілля.
До об'єктів виробничого призначення зернових складів належать елеватори та склади підлогового зберігання зерна з комплексом виробничого обладнання. Елеватор — зерносховище, оснащене відповідними механізмами та системами для підіймання, сушіння й зберігання великої (10–150 тис. т) кількості зерна. Розрізнюють елеватори: заготівельні (лінійні) місткістю 15–100 тис. т;  виробничі, біля млинів, місткістю 8–40 тис. т, іноді понад 100 тис. т;  перевалочні (базисні та портові) місткістю 50–150 тис. т для тривалого зберігання та перевантаження з одного виду транспорту до іншого, будуються на великих залізничних станціях і в портах; фондові (базисні) для тривалого зберігання державного зернового резерву. Елеватор складається з кількох силосів — ємностей для зерна. Силос являє собою залізобетонну башту висотою 30–50 м з круглим (діаметром 6–10 м) або квадратним (3–4 м) перерізом або ж сталевий циліндр висотою до 30 м і діаметром до 20 м. Зерно з прийомних бункерів підіймають нагору будівлі на надсилосний поверх транспортерами, зважують, вичищають від домішок, висушують і конвеєрами засипають його до силосів.
Зерновий елеватор включає наступні види технологічного обладнання: обладнання для очищення зернових культур (горохоочисники, скальператори, сито-повітряні сепаратори, повітряні сепаратори, каміннєвідбірники, магнітні сепаратори і магнітні апарати); обладнання для сушіння зерна (зерносушарки з прямоточною та рециркуляційною сушкою); обладнання для  активного  вентилювання зерна (переносні та стаціонарні установки для активного вентилювання зерна у складах, на площадках, у силосах елеватора, бункерах, металевих місткостях з продуванням зерна по вертикалі та по горизонталі); контрольно-вимірювальні прилади і засоби автоматизації (обладнання для дистанційного контролю температури зерна в силосах, пристрої контролю і автоматизації основних виробничих процесів). Для безперебійної роботи зерновий склад зобов'язаний мати резервну енергоустановку необхідної потужності або резервну схему енергопостачання.
Рекомендується підбирати для розміщення у зерносховищах зерно: середньої сухості, з вологістю 13,5–15,5 %; вологе з вологістю 15,5–17 %; сире з вологістю 17–23 %; сире  з вологістю понад 23 % з інтервалом у 6 %,  а для кукурудзи в зерні — 5 %. При необхідності застосовують профілактичні засоби освіження, охолодження та підсушки зерна. Необхідно визначати температуру зерна, вологість зерна, зараженість шкідниками зерна; запах та колір зерна. При виявленні відхилень у показниках якості зерна виконуються конкретні дії щодо його поліпшення. Зерновий склад забезпечує зберігання зерна у сухому стані, в охолодженому стані та в герметичних умовах.
Зберігання зернової маси в сухому стані дає змогу припинити фізіологічну активність біологічних компонентів, зокрема, мікроорганізмів, кліщів та інших шкідників зерна. Рекомендована вологість зерна злакових і зернобобових культур — 12–14 %, олійних культур з умістом жиру 25–30 % — 10–11 %, а при кількості жиру 40–50 % їх вологість повинна бути в діапазоні 6–8 %.
Зберігання зернових культур в охолодженому стані значно збільшує строки збереження партій зерна. Зернові маси з температурою в усіх шарах насипу у межах 0–10 0C уважають охолодженими першого ступеню, а з температурами нижче 0 0C — другого ступеню. Технологію активного та пасивного охолодження зерна застосовують, використовуючи холодне повітря в осінньо-зимовий період, а в теплу пору — засоби кріогенної техніки.
Забезпечення зберігання зернових мас у герметичних умовах досягається: природним накопиченням у ємностях зерносховищ вуглекислого газу і втратою кисню при аеробному диханні органічних компонентів зернової маси; уведенням  у зернову масу інертних газів, що витісняють з неї повітря з киснем.
Сушіння зернових культур проводиться зерновим складом при потребі знизити вологість сирого та вологого зерна до стандартних показників якості, оздоровити зерно, знищити шкідників зерна; охолодити зерно, що само зігрівається, освіжити зерно, поліпшити його товарний вигляд (колір, блиск).
Активне вентиляція зернових культур використовують для: прискорення процесу дозрівання свіжозібраного зерна за допомогою подачі в зернову масу теплого атмосферного повітря; підсушки зернової маси — вологість зерна  до  підсушки допускається не більше 10 %  (соняшник), 13 % (ріпак) і 17 % (пшениця, жито, рис, зерно кукурудзи, соя, горох); освіження зернових культур провітрюванням без їх переміщення при відсутності зволоження зерна атмосферним повітрям; охолодження зерна при температурі зовнішнього повітря нижче  температури зерна не менше ніж на 5 0C; запобігання або ліквідація самозігрівання зерна; усунення із зернової маси не властивих запахів; уповільнення життєдіяльності шкідників зерна.
Дегазація зернових культур проводиться шляхом пасивного й активного вентилювання зерна. Провітрювання зерносховищ силосного типу здійснюють через відкриті люки ємностей та вікна надсилосного поверху. Активне провітрювання зернових культур проводять у зерносховищах усіх типів із застосуванням стаціонарних і переносних вентиляційних пристроїв.
Технологічні процеси зернозбереження є доволі енергозатратними. Головними енергомісткими та тепломісткими технологічними процесами є сушіння, активне вентиляція та охолодження зернових культур. Так, процес сушіння вологого  зерна потребує високих енерговитрат рідкого і газоподібного палива та електроенергії. Ціна енергоматеріалів у вартості такого  сушіння  становить 80–90 %.
Пріоритетними енергозберігаючими заходами при роботі зерносховищ є вдосконалення енергетичного обладнання, зростання долі автономного енергозабезпечення, застосування комбінованих відновлюваних та нетрадиційних джерел енергії (Cонця, вітру, біогазових установок) для виробництва теплової та електричної енергії. До системи теплопостачання зерносховищ пред'являються наступні вимоги: забезпечення автономного постачання зерносховища енергетичними ресурсами, доведення долі відновлюваної енергії для середніх широт до 50 %; забезпечення зерносховища тепловою енергією потрібної кондиції; забезпечення режимів охолодження, вентиляція  та  повітряної очистки; забезпечення електричною енергією для живлення електрообладнання; паралельна робота системи з іншими джерелами теплової та електричної енергії (водогрійними та паровими котлами, теплогенераторами, когенераційними а системами); врахування в алгоритмі роботи зовнішніх кліматичних факторів (швидкості та напряму вітру, температури повітря, освітленості, вологості, наявності та інтенсивності дощових опадів, хмарності, положення Сонця); врахування в алгоритмі роботи внутрішніх параметрів сховища (температури та вологості зерна, повітря у різних частинах зерносховища, концентрації вуглекислого газу та метану).

### Схема та параметри сонячної системи енергопостачання зерносховища
Раціональним вибором для автономного енергозабезпечення зерносховищ по багатьом критеріям може бути концентраторна сонячна система теплопостачання СSPS. Вона включає ряд типових дзеркальних тарілкоподібних відбивачів SС, кожен з яких  встановлюється на окремій електромеханічній системі слідкування за Сонцем TК.  та акумулятор тепла TS. На кожну пару відбивачів фацетного типу припадає два приймачі сонячної енергії: тепловий HR (ТR) та фотоелектричний PVС. Дзеркальна система збирає сонячні випромінювання SR з великої площі на поверхні теплового приймача ТR, таким чином, нагріваючи теплоносій у первинному контурі а потім і великі об'єми води в акумуляторі тепла. Акумулятор тепла TS складається із великої кількості відокремлених один від одного термоізольованих резервуарів наземного та підземного розташування із робочою рідиною-теплоносієм, що характеризується високою питомою теплоємністю. Упорядкований теплообмін між теплоносіями у резервуарах виконується за допомогою трубопроводів–теплообмінників HE. Достачання теплової енергії від сонячного концентратора до акумулятора та від акумулятора до споживачів здійснюється за допомогою контурів SC→TS та TS→UR.
Тепло, накопичене вдень в резервуарах, у подальшому розподіляється відповідно до математичної моделі узагальненого технологічного процесу роботи системи.
Використання фотоелектричного приймача PVС дозволяє у повній мірі використовувати можливості концентраторної системи тоді, коли виробництво тепла не є критичним. Тоді концентраторна система, використовуючи фотоелектричний канал, працює у режимі виробництва електричної енергії для потреб зерносховища або поставляє її надлишок у загальну електромережу.
Секційні конструкції концентраторних сонячних систем теплопостачання з підземним та/або наземним акумуляторами тепла володіють підвищеними енергетичними параметрами.
При розрахунку параметрів та характеристик концентраторної сонячної системи теплопостачання, що могла б замінити зерносушарку на органічному паливі та електричній енергії, візьмемо параметри типової зерносушарки з потужністю висушування зерна 32 тони за 1 годину.

#### Параметриелектричної енергії
Виробнича потужність системи просушування зерна — 32 т/год. Витрати електроенергії на висушування 1 т. зерна — 3.8 кВт·год. Виробнича потужність вентилятора сушильної камери — 80000 м3/годин (перша зона). Виробнича потужність вентилятора сушильної камери — 42600 м3/годин (друга зона). Виробнича потужність вентилятора камери охолодження — 49000 м3/год. Використання електроенергії  за 1 годину — 3,8 × 32 = 121,6 (кВт·год.) = 438 МДж. Використання електроенергії  за 1 добу — 3,8 × 32 × 24 = 2918 (кВт·год.) = 10,5 ГДж. Потужність електрообладнання — 121,6 кВт.

#### Параметритеплової енергії
Витрати пального на осушування 1 т зерна — 12,2 кг.у.п. Вага зерна, що висушується протягом доби — 32 (т/год.) × 24 год. = 768 т. Вага зерна, що висушується протягом місяця — 768 т × 30 = 23040 т. Кількість палива протягом 3 місяців — 23040 т × 3 = 843230 т = 8240 ГДж × 3 = 24720 ГДж = 24707 ГДж × 0,24 =  5929 Гкал;  При ціні пального US$0,7/кг сумарна вартість палива, що витрачається за опалювальний сезон складає 843230 кг × US$0,7/кг = US$590261.
Проведені дослідження показали перспективність поєднання сонячних, вітрових та традиційних теплових технологій енергопостачання. При плануванні енергозабезпечення тепличного господарства з відновлюваними джерелами енергії потрібно враховувати дію на території України низки законів по підтримці розвитку сільського господарства. Зокрема, закон України «Про державну підтримку сільського господарства України» визначає основи державної політики у бюджетній, кредитній, ціновій, страховій, регуляторній та інших сферах державного управління щодо стимулювання виробництва сільськогосподарської продукції та розвитку аграрного ринку, а також забезпечення продовольчої безпеки населення.